# Mercedes-Benz Sonderklasse (Types 111/112)
Mercedes-Benz Heckflosse (Types 111/112)
Pour un article plus général, voir Mercedes-Benz Sonderklasse.
La Mercedes-Benz Type 111/112 est une berline de luxe à moteur 6 cylindres produite de 1959 à 1968 par le constructeur allemand Mercedes-Benz. Elle remplacera les voitures W180 et W128 du type Ponton des années 1950.
La W111/112 appartient à la série Heckflosse (empennage), appelée la « Grande Heckflosse » pour la distinguer par rapport à la W110. Elles ont été remplacées par les Mercedes-Benz W108 et W109 en 1965.

### Présentation et lancement

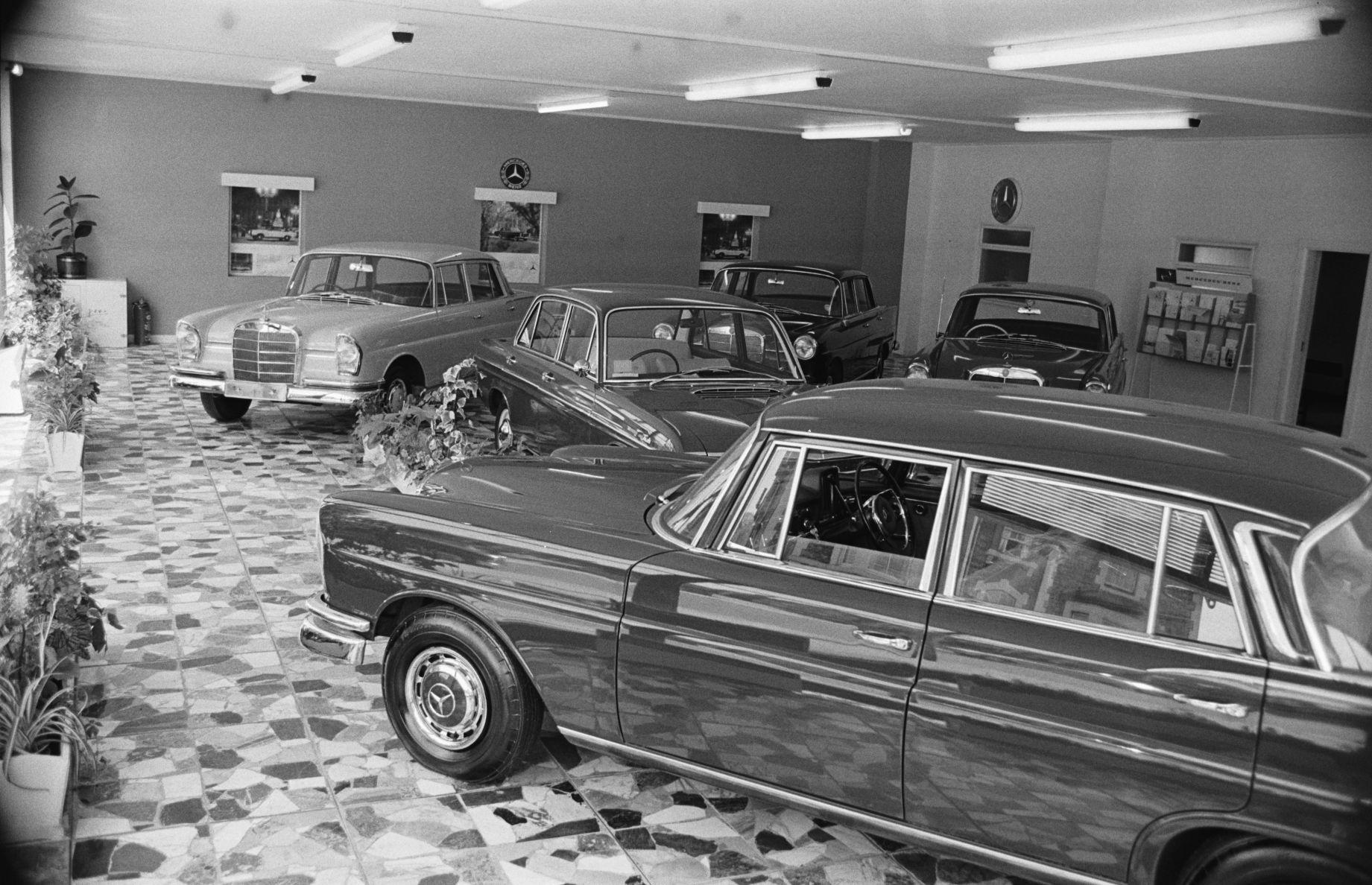
Concessionnaire Mercedes-Benz aux État-Unis.

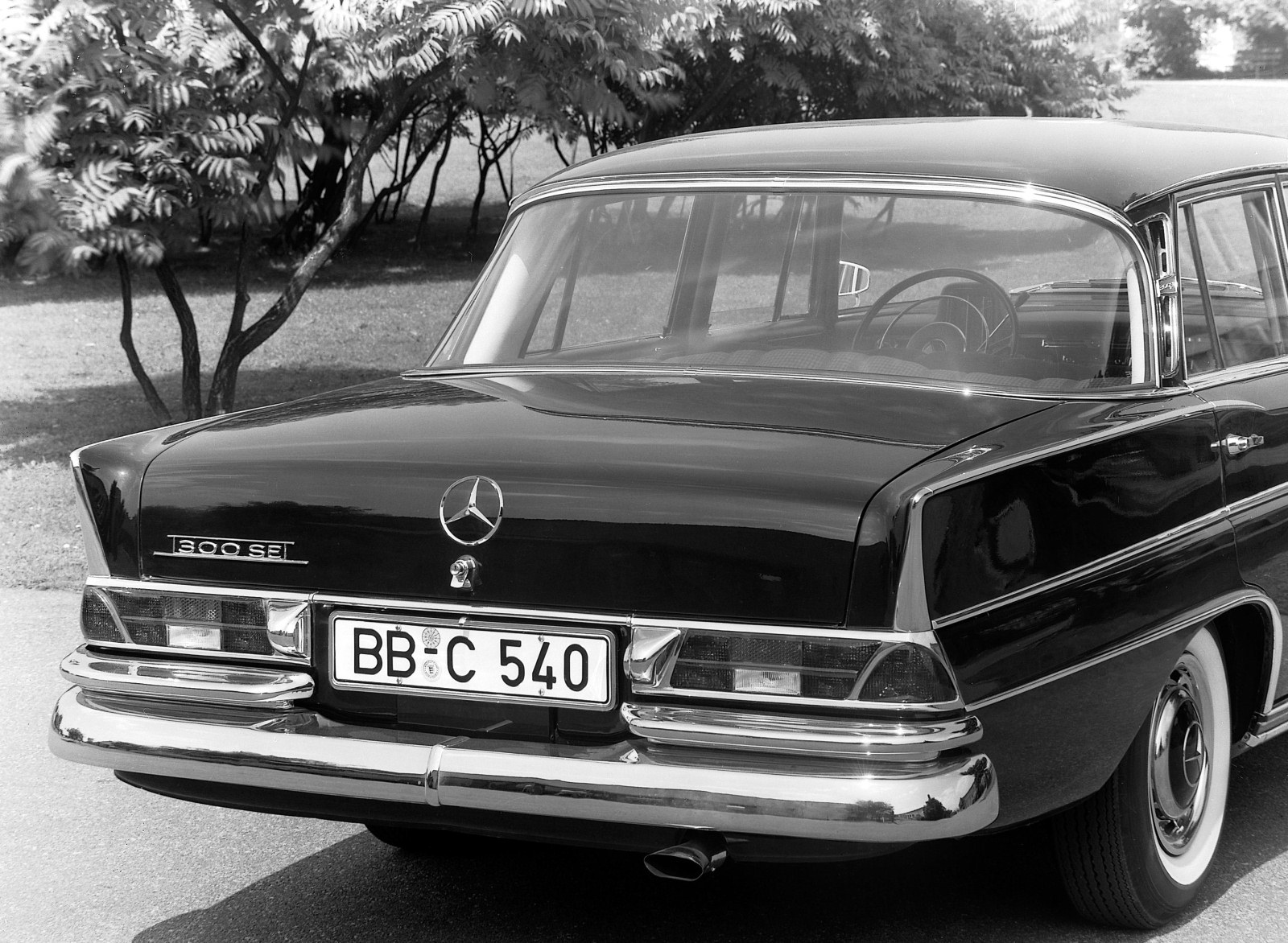
Mercedes-Benz 300 SE, face arrière.

## Type W111

### Désignations

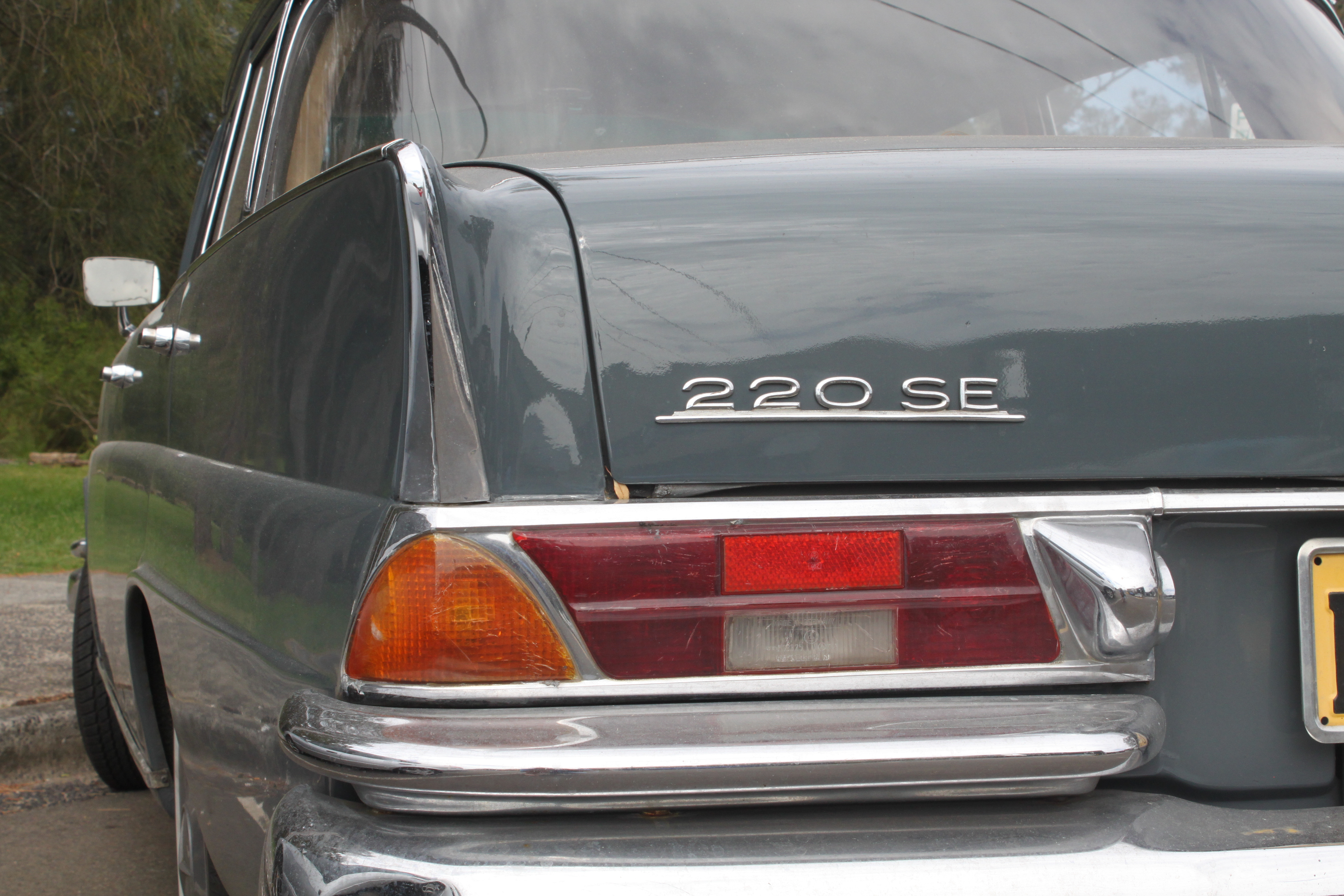
Logotype 220 SE sur une berline.

- les chiffres (220, 230, 250 et 280) désignent la cylindrée approximative. Exemple : 230 = 2,3 l (2 295 cm3) ;
- les lettres (S et SE) désignent la gamme et le type d'injection ; la lettre « b » désigne la seconde version ;
  - S = Sonderklass (Classe Spécial) ; E = Einspritzung (injection).
- les carrosserie viennent ensuite en dernier avec « Coupé », « Cabriolet », « Universal » (modèles break) et « Pullmann » (modèles limousine).

Exemple : Mercedes-Benz 220 SE b Universal.

### Carrosseries
- Berline (W111) : carrosserie standard de la gamme ;
- Coupé (W111 C) :
- Cabriolet (W111 C) :
- Break (W111) : nommée « Universal », déclinaison avec une face arrière modifié et haute, permettant le transport d'objet encombrant ;
- Limousine (W111) : nommée « Pullman », cette carrosserie particulièrement rare est fabriquée à la demande des clients.

#### Limousine W111 - Pullman

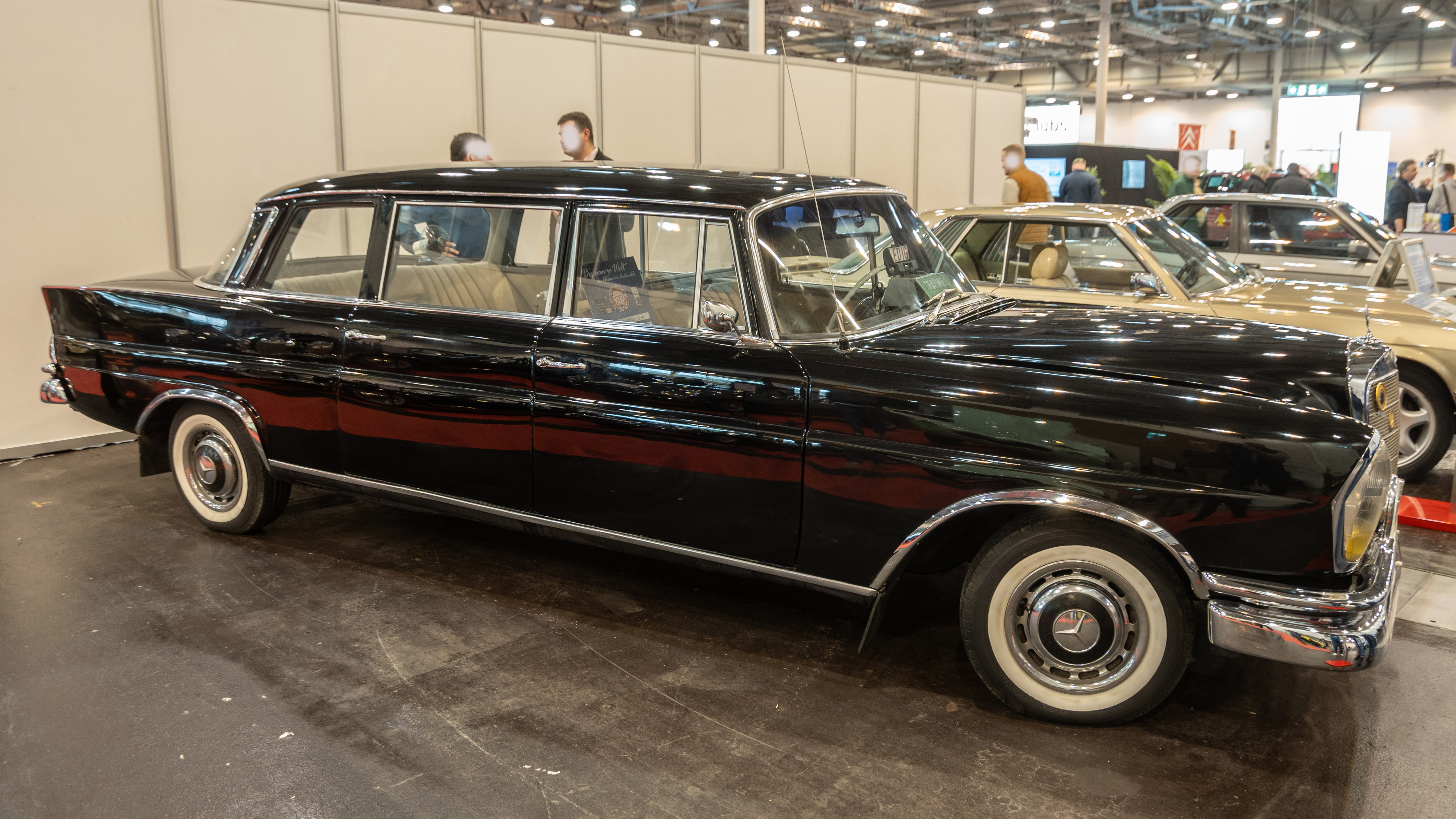
Mercedes-Benz W111 Pullmann

### Caractéristiques
La Mercedes-Benz Type 111 fut la 1ère automobile au monde à avoir les structures avant et arrière déformables (structure centrale indéformable). Pour la 1ère fois dans l'histoire automobile, une partie de la violence des chocs était absorbée par la voiture. Elle a innové mondialement, aussi, le volant à moyeu rembourré.
| Modèle           | Années      | Code châssis | Moteur                  | Production |
| ---------------- | ----------- | ------------ | ----------------------- | ---------- |
| 220              | 1959 - 1965 | W111.010     | L6 essence (2,2 L) M180 | 69 691     |
| 220 S            | 1959 - 1965 | W111.012     | L6 essence (2,2 L) M180 | 161 119    |
| 220 Sb           | 1959 - 1965 | W111.012     | L6 essence (2,2 L) M180 |            |
| 220 Se           | 1959 - 1965 | W111.014     | L6 essence (2,2 L) M127 | 66 086     |
| 220 Se Coupé     | 1961 - 1965 | W111.021     | L6 essence (2,2 L) M127 | 14 173     |
| 220 Se Cabriolet | 1961 - 1965 | W111.023     | L6 essence (2,2 L) M127 | 2 729      |
| 220 Seb          | 1959 - 1965 | W111.014     | L6 essence (2,2 L) M127 |            |
| 230 S            | 1965 – 1968 | W111.010     | L6 essence (2,3 L) M180 | 41 107     |
| 250 Se Coupé     | 1965 –1967  | W111.021     | L6 essence (2,5 L) M129 | 5 259      |
| 250 Se Cabriolet | 1965 – 1967 | W111.023     | L6 essence (2,5 L) M129 | 954        |
| 280 Se Coupé     | 1965 -      |              | L6 essence (2,8 L) M130 |            |
| 280 Se Cabriolet | 1965 -      |              | L6 essence (2,8 L) M130 |            |

### Chiffres
| 220b             | W111 I     | mai 59 / aout 65     | 69 691 exemplaires  | 12 000 Marks |
| 220Sb            | W111 II    | juin 59 / juillet 65 | 161 119 exemplaires |              |
| 220SEb           | W 111 III  | aout 59 / aout 65    | 66 086 exemplaires  |              |
| 220SEb coupé     | W111 021   | sept 61 / oct. 65    | 16 802 exemplaires  | 23 500 Marks |
| 220SEb cabriolet | W111 023   | sept 61 / oct. 65    | 16 802 exemplaires  | 25 500 Marks |
| 250SE coupé      | W111 E25   | aout 65 / dec 67     | 6 213 exemplaires   |              |
| 250SE cabriolet  | W111 E25   | aout 65 / dec 67     | 6 213 exemplaires   |              |
| 280SE coupé      | W 111 E28  | nov 67 / mai 71      | 5 187 exemplaires   | 27 100 Marks |
| 280SE cabriolet  | W 111 E28  | nov 67 / mai 71      | 5 187 exemplaires   | 29 200 Marks |
| 280SE 3.5 coupé  | W111 E35/1 | aout 69 / juin71     | 4 502 exemplaires   | 30 336 Marks |
| 280SE 3.5 cabrio | W111 E35/1 | aout 69 / juin71     | 4 502 exemplaires   | 34 132 Marks |

Le cabriolet pesait 100 kg de plus que la berline. La vitesse de pointe des modèles injection 2L2 étaient de l'ordre de 170/172 km/h. La consommation en usage normal est de l'ordre de 13/16L.

## Type W112
La Mercedes-Benz type W112 est une voiture de luxe à moteur 6 cylindres produite de 1961 à 1967 par le constructeur allemand Mercedes-Benz. Connue sous l'appellation officielle Mercedes-Benz 300 SE, elle existe en berline, coupé, cabriolet et berline à empattement allongé ("longue"). Elle remplacera les voitures W128 du type Ponton des années 1950.
Le type 112 est le modèle le plus évolué en termes d’équipement et de technologie parmi les Heckflosse de Mercedes-Benz.
Tous les modèles 112 sont basés sur les carrosseries pratiquement identiques de leurs homologues respectifs de la série W 111 et ne se distinguent extérieurement que par des chromes plus étendus (large baguette de finition courant des phares jusqu’au feu arrière, contours d'aile chromés ainsi qu’un large cache chromé qui recouvre les bas de caisse), et grâce à une finition intérieure nettement améliorée (cadres en bois véritable, tissus nobles dans des dessins spéciaux).

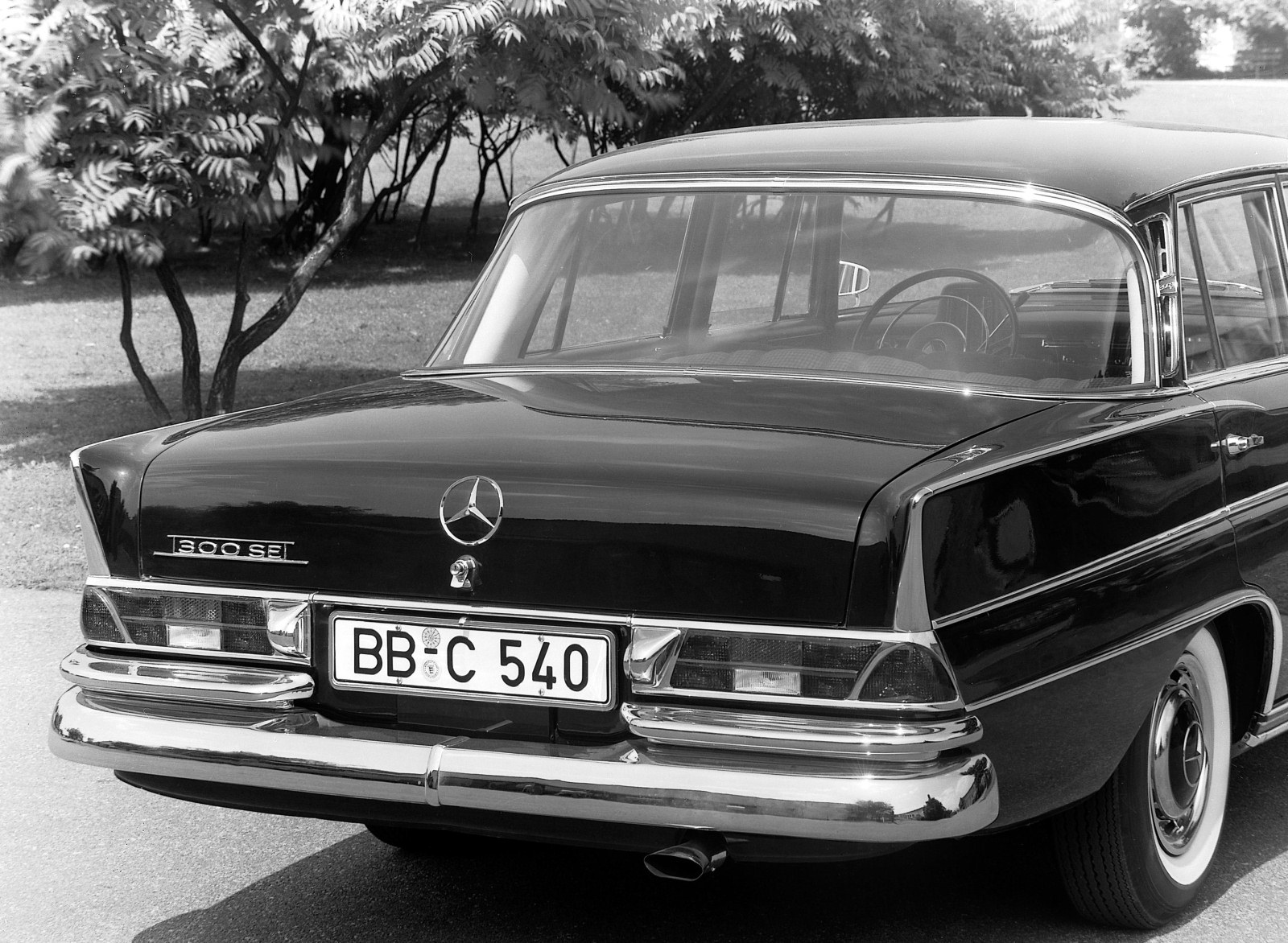
Mercedes-Benz 300 SE Berline (W112)
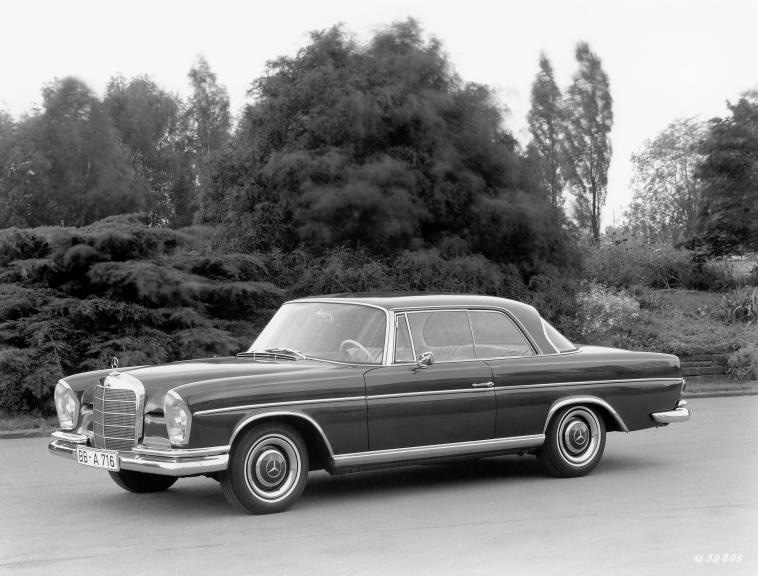
Mercedes-Benz 300 SE Coupé (W112)
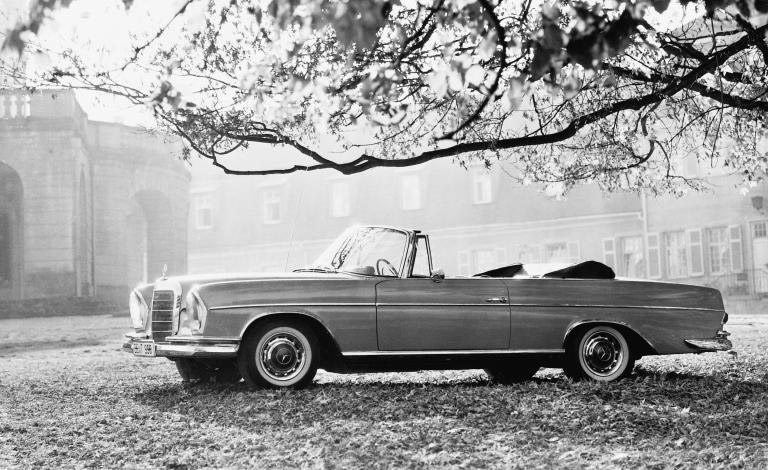
Mercedes-Benz 300 SE Cabriolet (W112)

## Sport automobile

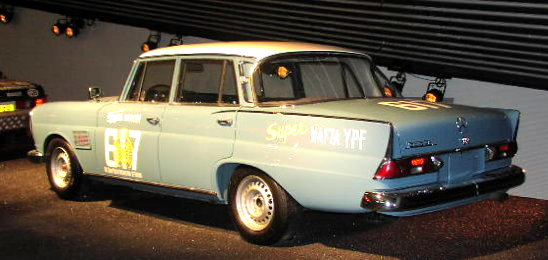
Une 300 SE version Rallye.

La W112 -version 300 SE- fut Championne d'Allemagne des circuits en 1965 avec Manfred Schiek, et remporta les 24 Heures de Spa 1964 avec Gustave Gosselin et Robert Crevits, ainsi que les 6 Heures du Nürburgring (Dieter Glemser associé) et la Macau Guia Race la même année avec Eugen Böhringer. Elle est également vainqueur du Grand Prix d'Argentine Großer Straßen en 1963 et 1964.
Elle participa également au Championnat d'Europe FIA des voitures de tourisme et remporta plusieurs rallyes dont le Rallye d'Allemagne en 1963 avec Eugen Böhringer.